# Općina Dobje
Općina Dobje (slo.:Občina Dobje) je općina u jugoistočnoj Sloveniji u pokrajini Štajerskoj i statističkoj regiji Savinjskoj. Središte općine je naselje Dobje pri Planini sa 130 stanovnika.

## Zemljopis
Općina Dobje nalazi se u jugoistočnom dijelu Slovenije. Općina obuhvaća sjeverni dio brežuljkastog područja Kozjansko.
U općini vlada umjereno kontinentalna klima. U općini ima samo malih vodotoka lokalnog značaja.

## Naselja u općini
Brezje pri Dobjem, Dobje pri Planini, Gorica pri Dobjem, Jezerce pri Dobjem, Lažiše, Presečno, Ravno, Repuš, Slatina pri Dobjem, Suho, Škarnice, Večje Brdo, Završe pri Dobjem

## Vanjske poveznice
- Službena stranica općine